# Mazda 757

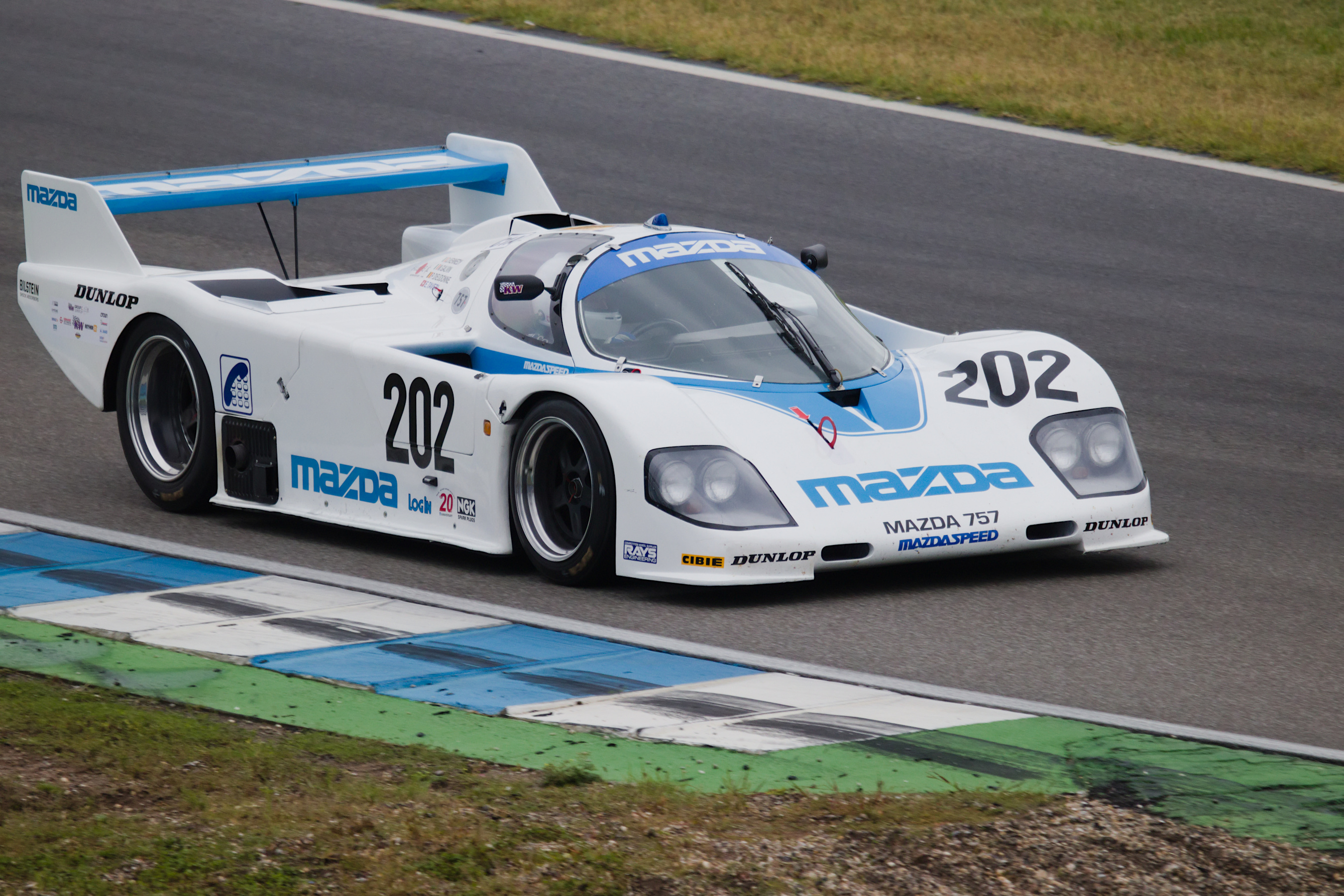
Mazda 757 beim WarmUp des Hockenheim Historic Group-C-Laufs 2021

Der Mazda 757 war ein Rennwagen-Prototyp, der für Mazdaspeed für den Einsatz im 24-Stunden-Rennen von Le Mans in der IMSA-GTP-Klasse gebaut wurde. 

## Entwicklungsgeschichte
Der Mazda 757 ersetzte die frühere Reihe der Gruppe-C2-Autos, die mit dem 737C endete, und hatte das erste Fahrgestell, das komplett von Nigel Stoud entworfen und von Mazdaspeed gebaut wurde. Der 757 hatte einen neuen 3-Scheiben-Wankelmotor, Typ Mazda 13G.
Insgesamt wurden 4 Chassis des Wagens (mit den Nummern -001, -002, -003 und -104) gefertigt, die zwischen 1986 und 1990 bei insgesamt 34 Rennen antraten.  

## Renngeschichte
Zwei 757 wurden 1986 im 24-Stunden-Rennen von Le Mans eingesetzt, fielen aber wegen Getriebeproblemen aus. Es war das erste Mal, dass kein Wagen von Mazdaspeed das Rennen in Le Mans beenden konnte. In der All Japan Sports Prototype Championship wurde Mazda diesmal Dritter der Konstrukteursmeisterschaft.
1987 wurden im 24-Stunden-Rennen von Le Mans erneut zwei 757 gemeldet; einer belegte den 7. Platz im Gesamtklassement, der andere fiel wegen Motorschadens aus. Mit den guten Resultaten in der Sportwagen-Weltmeisterschaft und der damit verbundenen All Japan Sports Prototype Championship (JSCP) in Fuji konnte Mazdaspeed 1987 den 10. Platz in der Team-Weltmeisterschaft und den 3. Platz in der JSPC-Konstrukteursmeisterschaft erringen.
1988 wurde noch ein einzelner 757 zusammen mit den beiden neueren 767 für das 24-Stunden-Rennen von Le Mans gemeldet und behauptete sich mit dem 15. Platz im Gesamtklassement besser als die beiden 767.